# NGC 5161
NGC 5161 (również PGC 47321) – galaktyka spiralna (Sc), znajdująca się w gwiazdozbiorze Centaura. Odkrył ją John Herschel 3 czerwca 1836 roku.
W galaktyce tej zaobserwowano supernowe SN 1974B i SN 1998E.